# Bão Chaba (2022)
Bão Chaba (tên JTWC: 04W, tên Philippines: Caloy, số hiệu JMA: 2203) và ở Việt Nam gọi là Bão số 1.

## Cấp bão
Cấp bão Việt Nam: Cấp 12 (120 km/h) - Bão mạnh
Cấp bão Nhật Bản: 70 kt - 965 hPa - Bão cuồng phong
Cấp bão Hoa Kỳ: 75 kt - Bão cuồng phong cấp 1
Cấp bão Trung Quốc: 35 m/s (Cấp 12) - 968 hPa - Bão cuồng phong
Cấp bão Đài Loan: 35 m/s - Bão mạnh
Cấp bão Macau: 125 km/h - Bão rất mạnh
Cấp bão Hồng Kông: 120 km/h - Bão cuồng phong
Cấp bão Philippines: 55 km/h - Áp thấp nhiệt đới (rời khỏi PAR ngày 28/6/2022)

## Lịch sử khí tượng
Một vùng áp thấp ở phía tây Luzon đã phát triển thành áp thấp nhiệt đới vào ngày 28 tháng 6. Lúc 20:00 PHT (12:00 UTC), PAGASA đã nhận ra sự phát triển của cơn bão thành áp thấp nhiệt đới, bắt đầu đưa ra khuyến cáo. , và đặt tên cho hệ thống là Caloy. Ngày hôm sau, JTWC đã ban hành TCFA cho hệ thống. Caloy gần như đứng yên trên Biển Đông trước khi từ từ di chuyển về phía tây bắc, cuối cùng rời Khu vực trách nhiệm của Philippines vào lúc 15:00 UTC. Khi PAGASA ban hành bản tin cuối cùng về áp thấp nhiệt đới, JTWC bắt đầu đưa ra cảnh báo về cơn bão và được ký hiệu là 04W. Sau đó, Cơ quan Khí tượng Nhật Bản nâng cấp Caloy thành một cơn bão nhiệt đới, đặt tên cho nó là Chaba. Chaba tiếp tục mạnh lên ở Biển Đông, sau đó được nâng cấp thành một cơn bão nhiệt đới nghiêm trọng ở phía Đông Hải Nam. Băng mưa bên ngoài của bão Chaba đã tạo ra ít nhất ba cơn lốc xoáy, ảnh hưởng đến Sán Đầu, Triều Châu và Phật Sơn. Vào ngày 1 tháng 7 lúc 21:00 UTC, JTWC đã nâng cấp Chaba lên thành một cơn bão, với JMA cũng làm như vậy 3 giờ sau đó vào ngày 2 tháng 7 lúc 0:00 UTC. Cuối ngày hôm đó lúc 10:00 UTC, nó đã đổ bộ vào Maoming. Ngay sau khi đổ bộ vào đất liền, cả JMA và JTWC đều đánh giá rằng Chaba đã mất trạng thái bão, hạ cấp Chaba xuống thành bão nhiệt đới dữ dội và bão nhiệt đới. JTWC sau đó đã đưa ra cảnh báo cuối cùng về Chaba lúc 15:00 UTC. Ngay sau đó, JMA đã hạ cấp Chaba thành một cơn bão nhiệt đới; nó tiếp tục bị hạ cấp thành áp thấp nhiệt đới vào ngày 3 tháng 7 lúc 06:00 UTC.
Cách Hồng Kông 160 hải lý (300 km; 180 mi) về phía tây nam , Fujing 001 , một tàu cẩu có nhiệm vụ hỗ trợ xây dựng một trang trại điện gió ngoài khơi , bị tách làm đôi và nhanh chóng bị chìm - khiến 27 thành viên thủy thủ đoàn mất tích. 3 trong số 30 thành viên phi hành đoàn đã được giải cứu, được nhìn thấy trong một video do Cơ quan bay của Chính phủ Hồng Kông công bố trực tuyến. Hơn 400 chuyến bay bị đình chỉ tại Hải Nam; một người bị thương ở Ma Cao.